# ديك هنتلي
ديك هنتلي (بالإنجليزية: Dick Huntley)‏ هو لاعب كرة قدم بريطاني في مركز الدفاع، ولد في 5 يناير 1949 في سندرلاند في المملكة المتحدة. لعب مع Dunstable Town F.C. ‏.